# 哈布斯堡-波斯同盟

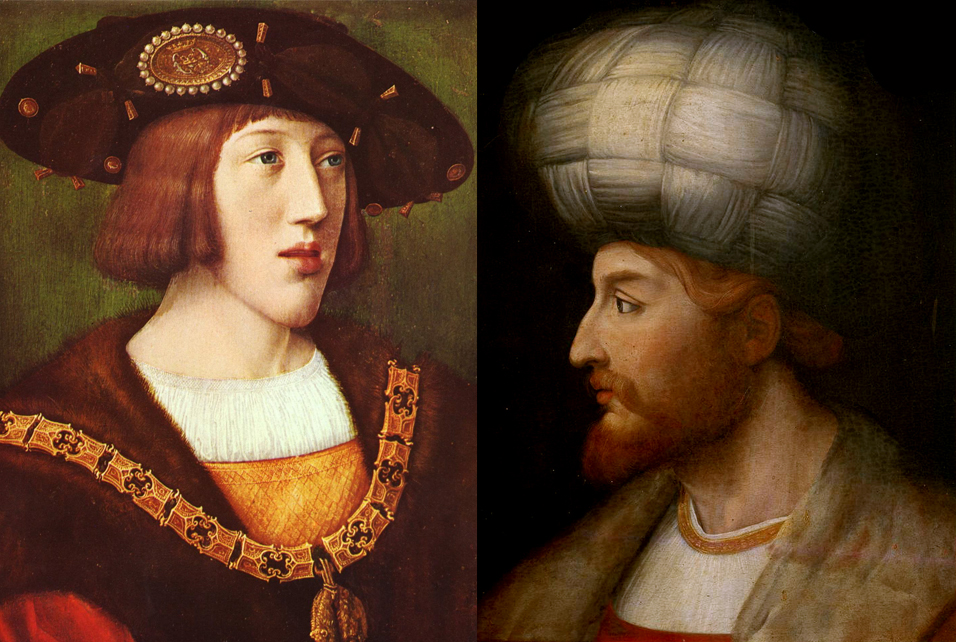
查理五世和伊斯瑪儀一世率先試圖建立哈布斯堡-波斯同盟抵抗奧斯曼帝國。

為了對抗共同的敵人奧斯曼帝國，哈布斯堡君主國與波斯帝國在16世紀組成哈布斯堡-波斯同盟。

## 首次接觸
在對抗突厥人的問題上，波斯沙阿伊斯瑪儀一世一直與神圣罗马帝国的查理五世和匈牙利的拉約什二世保持著交流。後來成為西班牙國王的查理五世在1516年至1519年間向波斯派遣使節，冀能建立同盟關係。拉約什二世亦以同一目的在1516年也派遣一名叫彼得魯斯·德·蒙特·利巴諾（Petrus de Monte Libano）的修士到波斯。
出使的成效不得而知，但伊斯瑪儀一世在1523年以拉丁文寫了一封信函給查理五世，提議組成軍事行動對抗奧斯曼人，並再以彼得魯斯·德·蒙特·利巴諾為使者。使節在1524年3月來到布爾戈斯向查理五世請求「組成同盟對抗突厥人」，但並沒有得出任何具體的結論。查理五世在原則上同意組成同盟，但伊斯瑪儀一世在1524年逝世，使協議告吹。

## 奧斯曼-薩非戰爭

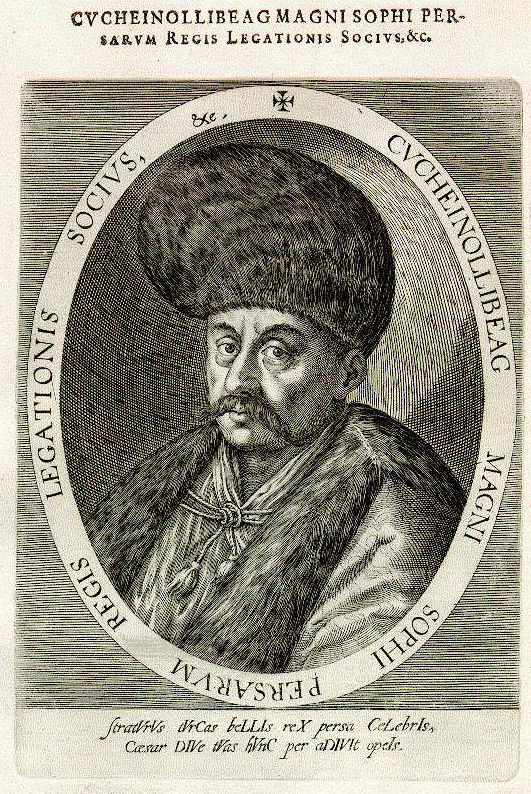
波斯出使歐洲的使節侯賽因·阿里·比格。

1529年2月18日，出於對奧斯曼帝國侵攻維也納的擔憂，查理五世在托萊多致函予伊斯瑪儀一世，請求波斯以軍事手段分散奧斯曼帝國的注意力，而伊斯瑪儀一世已於1524年逝世，王位由塔赫瑪斯普一世繼承。傳達這個訊息的是一位騎士巴爾比，建立同盟的目的是要在兩年內使兩國分別由東西兩面夾擊奧斯曼帝國，塔赫瑪斯普一世也向查理五世表達了「善意」。雙方已決定分別進攻奧斯曼帝國，巴爾比花了超過一年時間才回國，但當時的情況已有所不同，由於受到昔班烏茲別克人叛亂的影響，波斯被迫與奧斯曼帝國議和。
差不多在同一時間，神聖羅馬帝國皇帝斐迪南一世也派遣使者到波斯，但沒有取得任何成效。他在1532年及1533年也派遣過使者。即使在漫長的奧斯曼-薩非戰爭裡，雙方也保持著交流。自此以後，奧斯曼帝國一旦入侵歐洲，他們的領土東部便可能受到波斯的襲擊，迫使奧斯曼帝國君主蘇萊曼要火速返回首都。
哈布斯堡的敵人法國法蘭索瓦一世與蘇萊曼一世在1536組成法國-奧斯曼帝国联盟，以應對哈布斯堡的威脅。1547年，蘇萊曼一世入侵波斯，法國派遣使者加布里埃爾·德·呂茨（Gabriel de Luetz）協助奧斯曼帝國作戰，他向蘇萊曼一世給予了一些軍事建議，如在凡城圍城戰裡提議大炮放置的位置。

## 再度接觸

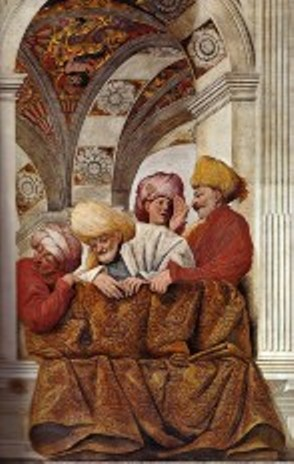
1615年至1616年制作的壁畫，置放在羅馬奎里納爾宮，顯示波斯使團在羅馬拜訪保祿五世。

波斯在奧斯曼-波斯戰爭裡五度入侵奧斯曼帝國，每次都能在一定程度上削弱了奧斯曼帝國，而且能夠在奧斯曼帝國忙於歐洲戰事的時候開啟第二條戰線，以呼應哈布斯堡。這使哈布斯堡的壓力得以舒緩，顯然是這個同盟的策略。
波斯經歷了一段紛爭時期後，奧地利與波斯在1593年恢復聯繫，布拉格的魯道夫二世通過身處莫斯科的波斯官員向阿拔斯一世傳達訊息，英國冒險家安東尼·舍利（Anthony Shirley）也在這個同盟裡起著穿針引線的作用。到17世紀，類似的外交活動依然持續活躍，以抗衡奧斯曼帝國，如1599年至1602年波斯出使歐洲及1609年至1615年波斯出使歐洲。

## 註腳
1. 1 2  Kearney 2004，第112頁
2. ↑  Anderson 1998，第224頁
3. ↑  Jackson & Lockhart 1986，第381-382頁
4. ↑  Gmara 2009，第70頁
5. 1 2 3  Reston 2009，第359頁
6. 1 2  Vehse 2004，第71頁
7. ↑  Papadopoulo 1979，第594頁
8. ↑  Lambton & Lewis 1978，第330頁
9. ↑  Garnier 2008，第16頁
10. ↑  Topping 2004，第26頁
11. ↑  Jackson & Lockhart 1986，第382頁
12. ↑  Savory 2008，第109頁